# Сасо Гатоне (Ређо Емилија)
Сасо Гатоне је насеље у Италији у округу Ређо Емилија, региону Емилија-Ромања.
Према процени из 2011. у насељу је живело 11 становника. Насеље се налази на надморској висини од 233 м.